# Historikerkommission der FPÖ

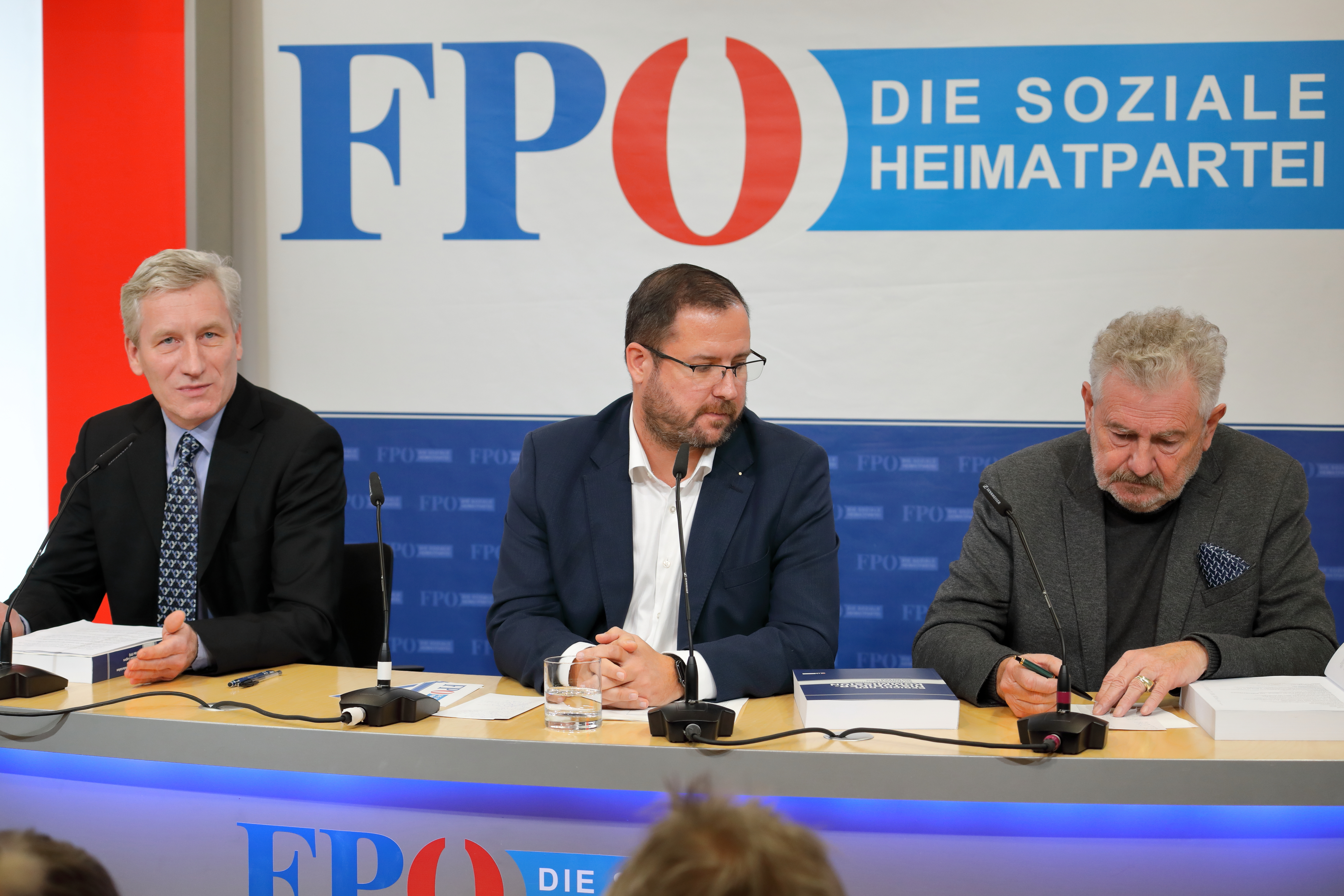
Präsentation des Historikerberichtes am 23. Dezember 2019

Die sogenannte Historikerkommission der FPÖ war ein 2018 von der Freiheitlichen Partei Österreichs (FPÖ) eingerichtetes Gremium von Wissenschaftern zur Aufarbeitung der Geschichte der Partei. Im August 2019 wurde eine „Zusammenfassung des Rohberichtes“ präsentiert. Die mehrmals verschobene Veröffentlichung des Endberichts der Historikerkommission fand am 23. Dezember 2019 statt. Das Sammelwerk wurde von Zeithistorikern scharf kritisiert.

## Geschichte
Der Aufbau einer Historikerkommission der FPÖ wurde auf einem Bundesparteitag am 12. Februar 2018 beschlossen. Das Gremium wurde eingerichtet, um die Geschichte des „dritten Lagers“ aufzuarbeiten und „dunkle Flecken“ in ihrer Parteigeschichte zu beleuchten. Konkret sollte die Nähe der Partei zu rassistischem oder antisemitischem Gedankengut von Historikern untersucht werden. Anlass dieses Entschlusses war der Skandal um antisemitische Texte in einem Liederbuch der Burschenschaft Germania zu Wiener Neustadt, welcher der niederösterreichische FPÖ-Politiker Udo Landbauer angehörte. Die Kommission sollte unter anderem derartige Vorwürfe aufgreifen und wissenschaftlich fundiert überprüfen.
Bis Oktober 2018 sollte ursprünglich ein erster Zwischenbericht der Kommission vorliegen, der angeblich im Dezember 2018 fertiggestellt wurde. Die Veröffentlichung des Berichts wurde vom ursprünglich anvisierten Herbst 2018 mehrere Male verschoben und sollte zuletzt Anfang August 2019 erfolgen. Am 5. August 2019 wurde eine 32-seitige Zusammenfassung der „über 1.000“ geplanten Seiten veröffentlicht. Kommissionsleiter Wilhelm Brauneder sagte bei der Präsentation, insgesamt komme er zum Schluss, dass „die FPÖ eine Partei wie nahezu jede andere ist“. Die Zusammenfassung wurde im In- und Ausland stark kritisiert.
Am 23. Dezember 2019 wurde der Endbericht bei einer tags zuvor angekündigten Pressekonferenz veröffentlicht. An dem 668 Seiten starken Bericht waren 19 Autoren beteiligt, darunter 12 Historiker. Er steht auf der Website der FPÖ zum Download zur Verfügung.

## Aufgaben
Die Historikerkommission hatte den Auftrag, die Vergangenheit der Freiheitlichen Partei zu beleuchten und insbesondere mögliche personelle wie ideologische Überschneidungen, Berührungspunkte und Kontakte in die extreme Rechte zu überprüfen. Dabei wurde explizit nur die FPÖ als Untersuchungsgegenstand definiert, deutschnationale Verbindungen oder ein weiter gefasstes „drittes Lager“ wurden davon ausgenommen. Als Begründung dafür führte die Partei an, dass es sich bei Burschenschaften um private Vereine handle, die man nicht zwingen könne, ihre Archive offenzulegen. Der Leiter der Koordinierungsgruppe Andreas Mölzer bezeichnete die Kommission im Kärntner Monat im April 2018 als „taktisches Manöver, um aus den Schlagzeilen zu kommen“, was ob der offiziellen Aufgabenstellung für Verstimmung sorgte. Die Parteispitze wies Mölzers Aussage jedoch zurück.
Im Frühjahr 2019 kündigte Brauneder an, auch die Verstrickungen der FPÖ mit der Identitären Bewegung Österreich als Themengebiet in die Untersuchung aufzunehmen.

## Mitglieder
Die personelle Zusammensetzung der FPÖ-Historikerkommission wurde lange nicht bekannt gegeben, zuvor wurde lediglich die Person des Vorsitzenden präsentiert, es handelt sich um den Juristen und ehemaligen Dritten Nationalratspräsidenten Wilhelm Brauneder. Dieser sollte gemeinsam mit einem Team aus 30 bis 50 Historikern arbeiten, dem Dritten Lager gegenüber kritische Wissenschaftler sollten als Externe über Hearings eingebunden werden. Das Dokumentationsarchiv des österreichischen Widerstandes hat seine Bereitschaft zur Mitarbeit an die Bedingung geknüpft, dass es um eine ernsthafte wissenschaftliche Aufarbeitung und nicht etwa einen Reinwaschungsversuch gehe. Die weiteren Mitglieder der Kommission sollten laut ihrem Vorsitzenden erst im Herbst 2018 genannt werden, sobald erste Ergebnisse der Kommission vorliegen. Tatsächlich wurden die Namen der Mitarbeiter am Bericht erst im August 2019 bekannt gegeben:
- Wilhelm Brauneder
- Thomas R. Grischany
- Christian Hafenecker
- Gerhard Hartmann
- Lothar Höbelt
- Johannes Kalwoda
- Stefan Karner
- Anton Karl Mally
- Andreas Mölzer
- Norbert Nemeth
- Reinhard Olt
- Erwin A. Schmidl
- Kurt Scholz
- Hubert Speckner
- Mario Strigl
- Michael Wladika

Drei weitere Mitarbeiter wurden am Tag der Präsentation des Endberichts bekannt:
- Raphael Israeli
- Mordechai Kedar
- Laila Katharina Mirzo

### Koordinierungsgruppe
Neben der eigentlichen Historikerkommission gab es auch eine Koordinierungsgruppe (auch Referenzgruppe genannt), bestehend aus derzeitigen und ehemaligen FPÖ-Funktionären, die den Aufarbeitungsprozess „leiten und steuern“ sollten. Über die genaue Rolle dieser Gruppe wurde bekannt, dass sie der Kommission den Kontakt zu Politikern, gegen die Vorwürfe von Verstrickungen in den Rechtsextremismus oder rassistischer Anstreifungen geäußert wurden, herstellen sollen. Der FPÖ-Klubobmann Walter Rosenkranz sicherte jedoch zu, dass es keine politische Einflussnahme der FPÖ auf die Kommission geben werde.
Dieser Koordinierungsgruppe gehörten folgende Personen an:
- FPÖ-Ehrenobmann Hilmar Kabas[13]
- Volksanwalt Peter Fichtenbauer
- die nicht amtsführende FPÖ-Stadträtin Ursula Stenzel
- die Dritte Nationalratspräsidentin Anneliese Kitzmüller
- Bundesparteiobmann-Stellvertreter Harald Stefan
- der freiheitliche Parlamentsklub-Direktor Norbert Nemeth
- der Vorarlberger Abgeordnete Reinhard Bösch
- der FPÖ-Politiker und Publizist Andreas Mölzer

## Kritik

### Kritik im Vorfeld
Die Kritik nach Ankündigung der FPÖ-Historikerkommission zielte zum einen auf die eingebundenen Akteure und deren Verhältnis zur FPÖ und zum Rechtsextremismus ab. So wurde die Objektivität von Kommissions- und Koordinationsgruppenmitgliedern, die selbst der FPÖ angehören oder in rechtsextremen Publikationen veröffentlicht haben und nun etwaige „dunkle Flecken“ der Vergangenheit ihrer Partei beforschen sollen, infrage gestellt. So unterzeichneten 570 Zeithistoriker eine Resolution, in der sie unter anderem Transparenz und Unabhängigkeit als Grundlage seriöser Aufarbeitung einforderten. Ebenso wurde die mangelnde Internationalität und fachliche Expertise der Kommission kritisiert. Die anscheinend angestrebte nachträgliche Prüfung durch den islamkritischen israelischen Historiker Motti Kedar sei alleine aufgrund seiner mangelnden Fachkenntnis zum Nationalsozialismus vor und nach 1945 ungeeignet, diese Bedenken auszuräumen.
Zum anderen führte auch der Ausschluss der Burschenschaften aus dem Forschungsrahmen der Kommission zu Kritik. Dieser Umstand war darauf zurückzuführen, dass deutschnationale Korporationen wie Burschenschaften Überschneidungen zur FPÖ aufweisen. So waren 2016 etwa ein Drittel der Freiheitlichen Fraktion im Wiener Landtag Mitglied einer Burschenschaft, auch in der Koordinierungsgruppe der FPÖ-Historikerkommission fanden sich mehrere Burschenschafter. Ein weiterer Grund der Kritik war, dass die jüngsten Skandale um Mitglieder der FPÖ, etwa jener um den niederösterreichischen FPÖ-Spitzenkandidaten Udo Landbauer oder den Ministeriumsmitarbeiter Herwig Götschober, direkt mit deren Mitgliedschaft in deutschnationalen Burschenschaften verknüpft sind. Kritiker befürchteten, dass eine ernsthafte Aufarbeitung ohne einer Öffnung burschenschaftlicher Archive nicht sinnvoll umzusetzen ist.
Auch die Person Brauneders als Vorsitzender der Kommission stieß auf Kritik von Historikern und zivilgesellschaftlichen Organisationen wie etwa der Österreichischen HochschülerInnenschaft oder der NGO SOS Mitmensch. So vertritt Brauneder die These, dass Österreich ein deutscher Staat sei, was ihm Vorwürfe des Deutschnationalismus einbrachte. Zudem veröffentlichte er Texte in der Aula, welche vom Dokumentationsarchiv des österreichischen Widerstandes als „langjährig prägendes Organ“ des „österreichischen Rechtsextremismus nach 1945“ beschrieben wird, sowie in der Schrift „Mut“, die vom deutschen Verfassungsschutz als „rechtsextrem und verfassungsfeindlich“ eingestuft wird.

### Kritik an den Ergebnissen
Kritik äußerten nach der Präsentation der Kurzzusammenfassung im August 2019 zwei Mitarbeiter des Berichtes: Der frühere Wiener Stadtschulrat Kurt Scholz wies in einem Interview mit der Tageszeitung Österreich die Darstellung, Mitglied der Historikerkommission gewesen zu sein, als verkürzt zurück. Er habe vor eineinhalb Jahren einen Beitrag für Wilhelm Brauneder abgeliefert und seither hätte es keinen Kontakt mehr gegeben. Er forderte die FPÖ auf, den ganzen Bericht online zu stellen. Michael Wladika kritisierte, dass sein Beitrag verkürzt und aus dem Zusammenhang gerissen wiedergegeben worden sei.
Medienwissenschaftler und Plagiatsgutachter Stefan Weber erhob nach einer kursorischen Analyse der ersten drei Beiträge im Dezember 2019 einen Plagiats-Vorwurf, er habe Übereinstimmungen mit Wikipedia-Artikeln gefunden.
Der Journalist Armin Wolf, der den Bericht für ein Interview mit Kommissions-Mitglied Andreas Mölzer am 27. Dezember über die Weihnachtsfeiertage gelesen hatte, nannte die Begründung, dass wegen der Datenschutz-Grundverordnung keine Anfragen an Burschenschaften zur Auswertung ihrer Archive gestellt worden waren, absurd. Weiters bezeichnete er es als besonders grotesk, dass es keinen einzigen Absatz zur Identitären Bewegung gäbe, gleichzeitig aber mit Laila Mirzo eine Aktivistin der Identitären einen Beitrag verfasst habe.
Mehrere Zeithistoriker gingen mit der Kommission und ihrem Bericht scharf ins Gericht. Oliver Rathkolb betonte, dass die Bezeichnung „Historikerkommission“ ein Etikettenschwindel sei, da die Autorengruppe offenbar keine Plenarsitzungen abgehalten habe. Außerdem seien viele der Autoren keine Historiker. Eine vom Kommissionsvorsitzenden Brauneder in einem Interview angekündigte Studie auf Basis der Parteivorstandsprotokolle sei nicht erschienen. Archive der FPÖ seien kaum, jene von Burschenschaften überhaupt nicht ausgewertet worden. Der ursprüngliche Arbeitsauftrag des damaligen FPÖ-Obmanns H. C. Strache sei durch den Bericht nicht erfüllt worden.
Laut Margit Reiter, Autorin einer Monografie über die Anfänge der FPÖ, fehlen im Bericht Informationen über die Rolle der Gründungsmitglieder der FPÖ-Vorgängerpartei VdU im Nationalsozialismus sowie deren Gesinnung nach Kriegsende. Aktuelle wissenschaftliche Publikationen seien nicht berücksichtigt worden. Über FPÖ-Gründungsvater Anton Reinthaller sei die „Legende“ vom „guten Nazi“ reproduziert worden. Dadurch ergebe sich ein stark verzerrtes Bild.
Für Gerhard Baumgartner, Leiter des Dokumentationsarchivs des österreichischen Widerstandes, ist der Bericht eine „ziemlich oberflächliche Arbeit“, in der wichtige Aspekte nicht behandelt wurden, wie etwa die Verquickungen von Parteimitgliedern in den Südtirol-Terror. Es würde fast nichts über Identitäre und Burschenschaften gesagt, nichts über aktuelle Vernetzungen prominenter FPÖ-Politiker zu rechtsextremen Kreisen. Es habe oft den Anschein, die NSDAP werde nicht als Terrorgruppe, sondern als „Volkstanzgruppe mit weißen Strümpfen“ wahrgenommen.